# Port Vene-Balti
Le port russo-balte (estonien : Vene-Balti sadam, code EE VEB  est un port à Tallinn en Estonie.

## Présentation
La superficie terrestre du port est de 581 965 m 2 . Le port compte 21 quais d'une longueur totale de 2 430 mètres et 3 quais flottants. La plus grande profondeur à quai est de 11,4 mètres.
Le plus grand navire que le port russo-baltique peut recevoir mesure jusqu'à 200 m de long et jusqu'à 35 m de large, avec un tirant d'eau allant jusqu'à 11,0 m ou jusqu'à 7,5 m (dans le bassin le plus au nord). 
À côté du bassin le plus au nord se trouve le terminal de produits pétroliers Dekoil , et les années précédentes, jusqu'à 3 millions de tonnes de produits pétroliers y ont été chargées sur des navires.